# Перл, Уильям Рафаэль
Уильям Рафаэль Перл (англ. William R. Perl) (21 сентября 1906, Прага, Австро-Венгерская империя — 24 декабря 1998, Белтсвилл, Мэриленд), американский юрист, психолог и публицист. Получил известность в 1946 году как главный следователь по делу о массовом убийстве в Мальмеди.

## Юность и образование
Уильям Р. Перл родился в семье торговца текстилем в Праге (в то время — территория Австро-Венгерской империи) 21 сентября 1906 года. Бо́льшую часть юности прожил в Вене, где учился в Венском университете и получил степень доктора философии, юриспруденции и степень магистра в области международного бизнеса. Ещё будучи студентом, начал принимать участие в сионистском движении. После получения высшего образования основал юридическую фирму в Вене и занимался юридической практикой до прихода к власти нацистов в 1938 году.

## Сионистская деятельность
Перл начал участие в ревизионистском течении сионистского движения под руководством Владимира Жаботинского в 1930-х годах, когда оно всё более активно начинало действовать против НСДАП. В 1938 году Перл организовал кружок молодых венских сионистов под названием «Die Aktion», целью которого была практическая реализация мечты Теодора Герцля о независимом еврейском государстве. Уже менее чем через год членам этого кружка удалось переправить и высадить несколько евреев-репатриантов на побережье тогдашней Подмандатной Палестины. Эта операция стала первой успешной переправкой еврейских беженцев от нацизма, перед которыми были закрыты почти все остальные пути спасения.
В 1939 году, после того, как Гитлер захватил Австрию, Перла вызвал Адольф Эйхман, в то время лейтенант СС, который приставил ему к спине пистолет и потребовал выдать местонахождение одного из скрывающихся евреев. Перл не дал Эйхману никакой информации, но вместо этого заинтересовал его планом выселения евреев из Вены морским транспортом в Палестину (впоследствии не осуществлённом).
Перл продолжил работу с сионистскими группами и греческими контрабандистами, организовывая крупномасштабную нелегальную иммиграцию евреев в Землю Израиля и привлекая к этому еврейских лидеров. Благодаря личным усилиям Перла были спасены около 40 000 евреев из оккупированной нацистами Европы, тайно переправленных в 62 рейсах в Палестину из Румынии, Греции, Югославии и других стран южной Европы. Деятельность Перла постоянно была сопряжена со смертельной опасностью в противостоянии с гестапо и агентами Великобритании, которая управляла Палестиной в соответствии с мандатом Лиги Наций и стремилась заблокировать крупномасштабную еврейскую иммиграцию в надежде сохранить влияние в арабском мире.

## Брак и иммиграция в США
В 1938 году Перл заключил брак с жительницей Вены католичкой Лорой Роллиг. В этом же году Лора тайно прошла гиюр. Они никому не говорили о своём браке, потому что по нацистским Нюрнбергским законам такие союзы являлись тяжким преступлением.
В 1940 году Перла арестовали в Греции и англичане отправили его поездом в Берлин. Он смог инсценировать самоубийство перед границей с Югославией, был отправлен обратно и смог бежать. Через Португалию Перл попал в Мозамбик , где в 1941 году получил визу в Соединенные Штаты и иммигрировал туда. Но в то время, пока Перл добивался разрешения на иммиграцию для жены, нацистская Германия объявила войну США. Лора Перл была арестована в 1943 году за помощь еврейским детям и отправлена в концлагерь Равенсбрюк.

## Служба в армии США
Перл поступил на службу в армию США в 1941 году в качестве офицера военной разведки. Он был направлен в разведывательный отдел союзников в Лондоне, где ему пришлось работать с некоторыми из тех офицеров британской разведки, которые в 1930-е годы преследовали его по всей Европе.
В 1945 году, рискуя предстать перед военным трибуналом и заключением в тюрьму, Перл предпринял всё возможное, чтобы вывести выжившую в концлагере жену из Вены, тогда ещё находившейся в зоне советской оккупации.

## После войны
Перл был назначен главным следователем по делу о массовом убийстве в Мальмеди.
После завершения этого судебного расследования Перл с женой и двумя сыновьями обосновались в США. Перл продолжил изучать психологию в Колумбийском университете, получил докторскую степень по клинической психологии, а затем вернулся в Германию и работал психологом в подразделении американской армии в Мюнхене. После ухода из армии в 1958 году он вернулся в США, работал психологом в Управлении социального обеспечения в округе Колумбия, преподавал в Университете Джорджа Вашингтона и имел частную практику. Вышел на пенсию в 1966 году в звании подполковника.

## Деятельность в Лиге защиты евреев
В 1970-х годах Перл возглавил вашингтонское отделение «Лиги защиты евреев» и стал одним из центров внимания международных средств массовой информации из-за организации протестов против преследования евреев в СССР у советского посольства и на публичных мероприятиях с участием советских чиновников. Его активность в подобных мероприятиях привела к тому, что в ноябре 1976 года он был даже арестован и осужден.
Перл оставался активным участником еврейской и сионистской деятельности вплоть до своей смерти. Он умер в своем доме 24 декабря 1998 года. Вдова завещала его архив библиотеке Гельмана в Университете Джорджа Вашингтона. Сама Лора умерла 15 января 2010 года в Белтсвилле.

## Книги
- «Спецоперация „Спасение из Холокоста“» (1983) (Operation action: Rescue from the holocaust)
- «Война на четыре фронта. От Холокоста до земли Обетованной» (1988) (The four front war: From the Holocaust to the promised land)
- «Заговор Холокоста. Международная политика геноцида» (1989) (The Holocaust conspiracy: An international policy of genocide)[4][5][6]